# ヘルマウスへようこそ
「ヘルマウスへようこそ」（Welcome to the Hellmouth）は、テレビシリーズ『バフィー 〜恋する十字架〜』の第1シーズン第1話。

## ストーリー
バフィーはロサンゼルスの高校からきた転校生。バンパイア・スレイヤーとしての仕事から足を洗い、普通の高校生活を送ろうとしていたが、転校先のサニーデール高校にはウォッチャー・カウンシル（後見人委員会）のジャイルズが司書として赴任していた。仲良しになったコーディリアに誘われ、ブロンズに遊びに行ったバフィーは、同級生のウィローに危機が迫っているのを感じ取る。一方、サニーデールの地下では、ルークらの手によって血の池からマスター（マーク・メトカーフ）が復活しようとしていた。

## キャスト
俳優（役名/日本語吹き替え声優）の順。

### メイン
- サラ・ミシェル・ゲラー（バフィー・アン・サマーズ / 水谷優子）
- ニコラス・ブレンドン（ザンダー・ハリス / 鳥海勝美）
- アリソン・ハニガン（ウィロー・ローゼンバーグ / 大坂史子）
- カリスマ・カーペンター（コーディリア・チェイス / 手塚ちはる）
- アンソニー・スチュワート・ヘッド（ルパート・ジャイルズ / 金尾哲夫）

### ゲスト
- マーク・メトカーフ（マスター / 麦人）
- デヴィッド・ボレアナズ（エンジェル / 堀内賢雄）
- ケン・ラーナー（フルーティ校長 / 星野充昭）
- クリスティン・サザーランド（ジョイス・サマーズ / 松岡洋子）
- ブライアン・トンプソン[2]（ルーク / 佐々木誠二）
- ジュリー・ベンツ（ダーラ / 大塚海月）
- J・パトリック・ローラー（トーマス）
- エリック・バルフォー（ジェシー・マクナリー）[3]
- パーシア・ホワイト（オーラ）
- ナタリー・ストラウス（教師）
- カーマイン・ジョヴィナッツォ（少年）
- エイミー・チャンス[4]（アフロディシア・キングズベリー）[5]